# Anaïs Jeanneret
Pour les articles homonymes, voir Jeanneret.
Valérie Jeanneret, dite Anaïs Jeanneret, est une actrice, mannequin, romancière et photographe française, née dans le 16e arrondissement de Paris le 11 mai 1963.

## Biographie

### Famille et études
Née en 1963 à Paris, Valérie Michèle Jeanneret est la fille d’un directeur de l'export pour la firme automobile Simca (qui meurt alors qu'elle a quatre ans) et d’une mère monteuse de cinéma. Elle est élève au lycée Claude-Bernard, à Paris, où elle obtient son baccalauréat littéraire.

### Carrière artistique

#### Débuts dans le mannequinat
À l’âge de quinze ans, elle s’inscrit dans une agence de mannequinat pour gagner de l’argent de poche, et prend comme nom de scène Anaïs Jeanneret. 
En mars 1983, Francis Giacobetti la photographie pour la rubrique la « Fille du mois » du magazine Lui, dont elle fera la couverture en 1985 avec des photos de Jean-Pierre Bourgeois et Burt Bunger prises deux ans auparavant.

#### Actrice (1983-1997)
Elle commence sa carrière de comédienne au cinéma en 1983, puis alterne longs métrages de cinéma, téléfilms et séries télévisées. Elle fait sa première apparition au cinéma, dans L'Étrange Château du docteur Lerne, aux côtés de Jacques Dufilho et sous la direction de Jean-Daniel Verhaeghe. 
Elle apparaît dans une publicité pour une marque d'huile avec Patrick Bruel et Maria Pacôme en 1984
En 1985, elle tourne dans le film Péril en la demeure, de Michel Deville, dans lequel elle interprète le rôle de Viviane Tombsthay, aux côtés de Nicole Garcia et Christophe Malavoy. La même année, elle fait partie de la distribution du téléfilm Les Étonnements d'un couple moderne réalisé par Pierre Boutron.
En 1986, elle tourne dans la comédie Twist again à Moscou de Jean-Marie Poiré, et la même année dans le téléfilm L'Été 36, sous la direction d’Yves Robert. 
En 1991, elle joue dans la mini-série Le Gang des tractions de Josée Dayan ; l’année suivante dans L’Amour assassin d’Élisabeth Rappeneau, et dans Les Vaisseaux du cœur d’Andrew Birkin. En 1992, elle joue dans le tout premier épisode de la série policière Les Cordier, juge et flic sur TF1. L'année suivante, elle est l'une des héroïnes du feuilleton de l'été de France 2 Le Château des Oliviers avec notamment Brigitte Fossey et Jacques Perrin. De 1993 à 1995, elle tourne à quatre reprises sous la direction de Miguel Courtois, pour qui elle avait déjà tourné dans le long-métrage Preuve d'amour en 1987.

#### Romancière
En 1990, elle publie son premier roman, Le Sommeil de l’autre, préfacé par Flora Groult qui écrit : « ce livre construit avec rigueur dans un mouvement symphonique qui accorde toute leur place aux bonheurs d’écriture, est un roman romantique, dans le sens le plus lyrique du terme »[réf. nécessaire].
Elle reçoit le prix du Quartier latin en 1993 pour son livre Les Poupées russes. Dans Le Nouvel Observateur, Jean-Louis Ezine, souligne : « Mais c’est la maîtrise à recomposer le puzzle qui étonne, le rythme exact et la couleur toujours précise des années disparues ».
En 1999 sort Les Yeux cernés. Dans Dernières Nouvelles d'Alsace, François Busnel, écrit : « On sort, bouleversé, et les larmes aux yeux, de ce livre qui doit absolument prendre place dans votre Panthéon littéraire. […] Rarement un écrivain aura su décrire si fortement le trouble de la jeunesse, cette partie de nous-même qui bégaie son admiration pour ce qu’elle n’est pas. […] Il a fallu 160 pages à Anaïs Jeanneret pour nous convaincre que l’amitié désintéressée, pure, splendide entre un homme et une femme était possible. Il ne lui faut que 30 pages, les plus violentes jamais écrites sur le sujet, pour ruiner nos illusions et démasquer l’écœurante mollesse de l’amitié. »
En 2002, paraît La Traversée du silence. Elle reçoit le prix François Mauriac 2014 de l’Académie française pour La Solitude des soirs d’été paru en 2013. Dans Lire, Alexandre Fillon déclare : « L’auteur des Yeux cernés (Anne Carrière) joue très subtilement avec l’ombre et la lumière, les fêlures de ses personnages, leurs blessures. Celles qui font avancer et celles qui ne se referment jamais ».
En avril 2016, elle publie Nos vies insoupçonnées,. Olivia de Lamberterie écrit dans le magazine Elle : « D’une plume délicate, plutôt que de décrire les plaies à vif, elle ausculte ces moments où la douleur s’est épuisée et où l’on peut faire sereinement le choix du bonheur ».

#### Photographe
Dans les années 2000, Studio Magazine lui commande en tant que photographe plusieurs séries de photos. Elle réalise alors les portraits de Gérard Darmon, Serge Gainsbourg, Paul Boujenah... Elle publie en outre un reportage photos sur Michel Deville à l'occasion du tournage de La Lectrice.

### Vie privée
En 1987, Anaïs Jeanneret fait la connaissance de Gérard Darmon, dont elle est la compagne pendant un temps. 
En 1990, elle rencontre Jean Drucker, avec qui elle a un fils en 1998 : Vincent. Ils resteront en union libre jusqu'à la mort de Jean Drucker, en 2003. 
Elle devient ensuite la compagne, sans l'épouser, de Vincent Bolloré,, et collabore avec lui pour la chaîne de télévision Direct 8 ou le journal Direct Matin. Puis ils se séparent en 2014. Le couple a résidé à la villa Montmorency, dans le 16e arrondissement de Paris,.
Le 12 novembre 2022, elle épouse à la mairie du 16e arrondissement de Paris Michel Draguet, directeur général des Musées royaux des Beaux-Arts de Belgique. Elle partage sa vie entre Bruxelles et Paris.

## Filmographie

### Cinéma
- 1983 : L'Étrange Château du Docteur Lerne de Jean-Daniel Verhaeghe (sous le nom de Valérie Jeanneret) : Caroline
- 1984 : Le Vol du sphinx de Laurent Ferrier : Ariane
- 1985 : Péril en la demeure de Michel Deville : Viviane Tombsthay
- 1986 : Twist again à Moscou de Jean-Marie Poiré : Katrina Tataïev
- 1987 : Châteauroux district de Philippe Charigot : Carole
- 1987 : Funny Boy de Christian Le Hémonet : Marianne
- 1987 : Preuve d'amour de Miguel Courtois : Lou/Emmanuelle
- 1988 : Baby Blues de Daniel Moosmann : Juliette Lamy
- 1989 : Moitié-moitié de Paul Boujenah : Julie
- 1992 : Les Vaisseaux du cœur (Salt on Your Skin) de Andrew Birkin : Frédérique
- 1993 : Archipel de Pierre Granier-Deferre : Miss Atkins

### Télévision
- 1985 : Les Étonnements d'un couple moderne (téléfilm) de Pierre Boutron : Virginie Morane
- 1986 : L'Été 36 (téléfilm en deux épisodes) d'Yves Robert : Victoire
- 1988 : Sueurs froides (série télévisée), épisode Donnant-donnant : Martine
- 1988 : L'Éternelle jeunesse (L'eterna giovinezza) (téléfilm)
- 1990 : Deux flics à Belleville (téléfilm) de Sylvain Madigan : Julie
- 1991 : Les Mouettes (téléfilm) de Jean Chapot : Jeanne
- 1991 - 1992 : Le Gang des tractions (mini-série), épisodes 3 et 4 : Marinette
- 1992 : Sniper 2 : L'Affaire Petracci (téléfilm) : Corinne
- 1992 : Seulement par amour : Francesca (série télévisée), épisode 3 : Francesca Fasser
- 1992 : La Guerre blanche (série télévisée), 1 épisode : Claire Schneider
- 1992 : Haute tension (série télévisée), épisode Les Mauvais Instincts : Catherine
- 1992 : Les Cordier, juge et flic (série télévisée), saison 1, épisode 1 : Peinture au pistolet) : Sylvie Morand
- 1993 : Une partie de trop (téléfilm) : Léa
- 1993 : L'Amour assassin (téléfilm) : Agnès
- 1993 : Le Sang des innocents (téléfilm) de Miguel Courtois : Sophie Millau
- 1993 : Le Château des Oliviers (mini-série), épisodes 5, 6, 7, 8 : Colombe Montausier
- 1995 : Sa dernière lettre (téléfilm) : Éliane
- 1995 : Un orage immobile (téléfilm) : Marthe
- 1995 : Regards d'enfance (série télévisée), épisode Les Faux Frères
- 1995 : Le Fils de Paul (téléfilm) de Didier Grousset : Alex
- 1996 : Paroles d'enfant (téléfilm) de Miguel Courtois : la juge Ralec
- 1996 : La Vie avant tout (téléfilm) : Hélène
- 1997 : Le Père de ma fille (téléfilm) : Isabella
- 1997 : Un homme (téléfilm) : Isabelle
- La Bastide blanche (téléfilm en deux parties) de Miguel Courtois  : Sandrine Nottel
- 1997 : La Basse-cour (série télévisée), 2 épisodes : Marianne

## Publications
- Le Sommeil de l'autre, 1990, Stock,  (ISBN 2234022525)
- Les Poupées russes, 1993, Flammarion  (ISBN 2080669885)[4] — Prix du Quartier latin
- Les Yeux cernés, 1999 , Anne Carrière (ISBN 2843370817)[17]
- La Traversée du silence, 2002, Albin Michel  (ISBN 2226131760)
- La Solitude des soirs d'été, Albin Michel, 2013  (ISBN 2226248315) - Médaille de bronze du prix François-Mauriac 2014 de l'Académie française[18]
- Nos vies insoupçonnées, Albin Michel, 2016  (ISBN 978-2-226-32287-6)
- Dans l'ombre des hommes, Albin Michel, 2021 (ISBN 978-2-226-32287-6)
- L'Origine de l'oubli, Stock, 2024 (ISBN 978-2-234-09703-2)[1]